# Tyler Wright
Tyler Wright (31 de março de 1994) é uma surfista profissional australiana no WSL World Tour .   Ela é campeã mundial feminina consecutiva da WSL (2016, 2017).

## Biografia
Wright vem de uma família unida do surfe, cresceu em Culburra Beach, um local de surfe a cerca de duas horas ao sul de Sydney, perto de Nowra .  Seus quatro irmãos são Owen, Kirby, Mikey e Tim. Os pais Rob, um surfista apaixonado, e Fiona costumavam levar toda a família pela Austrália seguindo o cenário amador.

## Carreira
Aos 14, Wright superou várias campeãs, algumas com o dobro da sua idade, para se tornar a mais jovem vencedora de um evento do Championship Tour,  A competição de Layne Beachley, Beachley Classic em 2008. Wright juntou-se ao World Surf League Women's Championship Tour em 2011 e ganhou títulos mundiais em 2016 e 2017.

## Meios de comunicação
O canal de TV australiano ABC a apresentou em seu documentário biográfico Australian Story na televisão nacional em março de 2017.
Em 2018, ela adoeceu com síndrome de fadiga crônica após a influenza A.

## Vitórias na carreira
| WSL World Tour vence |                               |                                |                |
| Ano                  | Evento                        | Local                          | País           |
| 2008                 | Beachley Classic              | Manly Beach                    | Austrália      |
| 2010                 | O'Neill Women's World Cup     | Sunset Beach, Hawaii           | Estados Unidos |
| 2013                 | Roxy Pro Gold Coast           | Kirra, Queensland              | Austrália      |
| 2013                 | Colgate Plax Girls Rio Pro    | Rio de Janeiro, Rio de Janeiro | Brasil         |
| 2014                 | U.S. Open of Surfing          | Huntington Beach, California   | Estados Unidos |
| 2014                 | Roxy Pro France               | Soorts-Hossegor                | França         |
| 2015                 | Roxy Pro France               | Soorts-Hossegor                | França         |
| 2016                 | Roxy Pro Gold Coast           | Snapper Rocks                  | Austrália      |
| 2016                 | Drug Aware Pro Margaret River | Margaret River                 | Austrália      |
| 2016                 | Oi Rio Pro                    | Rio de Janeiro                 | Brasil         |
| 2016                 | Swatch Women's Pro Trestles   | San Clemente                   | Estados Unidos |
| 2016                 | Maui Women's Pro              | Maui                           | Estados Unidos |
| 2017                 | Oi Rio Women's Pro            | Rio de Janeiro, Rio de Janeiro | Brasil         |

### WSL World Championship Tour
| Competição                     | 2011    | 2012    | 2013    | 2014     | 2015     | 2016     | 2017     |
| ------------------------------ | ------- | ------- | ------- | -------- | -------- | -------- | -------- |
| Roxy Pro Gold Coast            | 2º      | 3º      | 1º      | 5º       | 3º       | 1º       | 5º       |
| Rip Curl Pro                   | 5º      | 3º      | 2º      | 2º       | 5º       | 5º       | 3º       |
| Margaret River Pro             | —       | —       | 2º      | 2º       | 5º       | 1º       | 2º       |
| Rio Pro                        | 5º      | 9º      | 1º      | 3º       | 3º       | 1º       | 1º       |
| Fiji Pro                       | —       | —       | —       | 9º       | 9º       | 13º      | 3º       |
| US Open of Surfing             | 9º      | 9º      | 3º      | 1º       | 13º      | 3º       | 5º       |
| Swatch Women's Pro at Trestles | —       | —       | —       | 5º       | 5º       | 1º       | 9º       |
| Cascais Women's Pro            | —       | —       | 5º      | 1º       | 9º       | 2º       | 13º      |
| Roxy Pro France                | 9º      | 2º      | 2º      | 3º       | 1º       | 2º       | 3º       |
| Maui Women's Pro               | —       | —       | —       | —        | 5º       | 1º       | 3º       |
| TSB Bank Women's Surf Festival | 3º      | 5º      | 9º      | —        | —        | —        | —        |
| Beachley Classic               | 5º      | 3º      | —       | —        | —        | —        | —        |
| Posição                        | 4º      | 4º      | 2º      | 2º       | 5º       | 1º       | 1º       |
| Ganhos                         | $44,000 | $47,500 | $83,000 | $259,000 | $171,500 | $400,500 | $215,250 |